# تهول
تهول (به انگلیسی: Thul) یک منطقهٔ مسکونی در پاکستان است که در ایالت سند واقع شده‌است. تهول ۵۹ متر بالاتر از سطح دریا واقع شده‌است.